# بوميليانو داركو
Pomigliano d'Arco  بوميليانو داركو، مدينة إيطالية في إقليم كامبانيا وتتبع إداريا مقاطعة نابولي، تقع شمال شرق مدينة نابولي وبالقرب من جبل فيسوفيوس. سكانها 41.527 نسمة.
و المدينة مقر لعديد من شركات تصنيع السيارات والطيران.

## السكان
في سنة 1861 بلغ عدد السكان 8٬637 نسمة، وتطور العدد ليصل في سنة 2018 لـ 39٬819 نسمة.
يظهر هذا المخطط البياني تطور النمو السكاني لـ بوميليانو داركو

## توأمة
لبوميليانو داركو اتفاقيات توأمة مع كل من:
- بلانياك
- برمنغهام

## أعلام
- انجيلو ريا
- فينتشينزو مونتيلا
- فيليسي بيكولو